# Hasfalva
Hasfalva (németül: Haschendorf, horvátul: Hošindrof) Sopronnyék mezőváros része, egykor önálló község Ausztriában, Burgenland tartományban, a Felsőpulyai járásban.

## Fekvése
Felsőpulyától 12 km-re északra a Soproni-hegység déli lábánál fekszik.

## Története
Területe már a történelem előtti időkben is lakott volt. Ezt bizonyítja az a világhírű bronzkori kultikus lelet, melyet 1914-ben találták a hasfalvi homokbányában. A lelet korát 3000-3500 évesre teszik. Pontos rendeltetése a mai napig sem tisztázott, lehet szertartási tárgy, gong vagy bronzkorona is.
A települést 1370-ben említi oklevél "Harsandorf" néven, 1377-ben "Horsondorph" alakban szerepel oklevélben.
A Haschendorfer család ősi birtoka, akik bár erre semmilyen írásos nyom nincs azt még a 13. század végén kaphatták. A család neve 1325-ben tűnik fel abban az oklevélben, mely szerint az elhalt idősebb Haschendorfer Wolfing a Moson vármegyei Hof nevű birtokára Nagymartoni Lőrincz javára 500 talentum íratott. 1447-ben neve szerepel abban az oklevélben, melyben Fraknói Margit és Valpurga Fraknó várát Albrecht osztrák herceg birtokába adják. Ekkor tehát a falu Fraknó tartozékát képezte, majd a 16. században szintén Fraknó, illetve Kismarton várainak tartozékai között említik. 1529-ben és 1532-ben Hasfalvát is elpusztította a török.
Vályi András szerint "HASCHENDORF. Német falu Sopron Várm. földes Ura H. Eszterházy Uraság, lakosai katolikusok, fekszik Sopronhoz 1 2/8 mértföldnyire, Harkádnak filiája, határja síkos, két nyomásbéli, búzát, rozsot, árpát, zabot, és pohánkát teren, szőleje, és réttye tsekély."
Fényes Elek szerint "Hasfalva, (Hatschendorf), német falu, Sopron vmegyében, Sopronhoz délre 1 1/2 mfld: 186 kath. lak. Majorsági birtoka nem közöltetett; a lakosok birnak 158 h. szántóföldet, 75 h. rétet. Van egy névtelen patakja."
1910-ben 221, túlnyomórészt német lakosa volt. A trianoni békeszerződésig Sopron vármegye Felsőpulyai járásához tartozott. 1921-ben a trianoni és saint germaini békeszerződések értelmében Ausztria része lett.

## Nevezetességei
A település arról a bronzkori kultikus leletről nevezetes, melyet 1914-ben találták a hasfalvi homokbányában. A lelet korát 3000-3500 évesre teszik. Pontos rendeltetése a mai napig sem tisztázott, lehet szertartási tárgy, gong vagy bronzkorona is. Súlya 4,7 kg, magassága 27,8 cm, átmérője 41 cm. Ma a soproni Liszt Ferenc múzeumban látható. A lelet megtalálásának helyén ma emlékmű áll kőoszlopon a lelet másával.

## Külső hivatkozások
Sopronnyék hivatalos oldala